# 瑪莉-克勞德·波旁
瑪莉-克勞德·波旁（法語：Marie-Claude Bourbonnais，法語發音：[maʁi klod buʁbɔnɛ]，1979年10月15日—），加拿大女魅力模特兒、服裝設計師及Cosplay模特兒。她在位於魁北克的工作室中，為Cosplay的角色製作服裝、道具及佈景。

## 職業生涯
瑪莉-克勞德·波旁最早從事擔任服裝設計師和時裝設計師。她首次在魁北克公眾所熟知是擔任模特兒，曾為魁北克廣播電台RadioX和啤酒品牌Molson Export贊助的2008年年曆《夢之隊》（Dream Team）擔任擺拍模特兒。2008年7月，她為加拿大連鎖快餐店New York Fries拍攝廣告。波旁繼續從事模特兒，合作對象包括、《Elle Canada》、《男人幫菲律賓》、《People》、《PlayStation官方杂志》、和《多倫多太陽報》，以及參與慈善用途的合作。2010年，她創辦了自己的公司。波旁自2009年以來也一直從事Cosplay並製作服裝，包含參加2011年年曆《角色扮演必有因》（Cosplay for a Cause），為日本地震及海嘯救援募款。
波旁是2012年亞特蘭大動漫週末的演講者，也是多場北美和南美大會的特邀嘉賓，如2010年和2011年、2012年渥太華漫畫展、2014年Nadeshicon、2014年魁北克動漫展（Comiccon de Québec）、2014年蒙特婁動漫展，以及2015年魁北克動漫展。她還出現在廣播和電視節目中。她在網絡劇《北方英雄》（Heroes of the North）中扮演黃蜂（Hornet）的形象之後還被推出了可動人偶。

## 外部連結
- 官方网站
- Cosplay.com簡介 （页面存档备份，存于）
- Model Mayhem簡介 （页面存档备份，存于）